# چارلز گورمن
چارلز گورمن (انگلیسی: Charles Gorman؛ ‏ ۱۸۶۵ – ۱۹۲۸) بازیگر اهل ایالات متحده آمریکا بود.
از فیلم‌ها یا برنامه‌های تلویزیونی که وی در آن نقش داشته‌است می‌توان به اشتباه، جزیره گنج، فریاد دوردست و آوای وحش اشاره کرد.